# Herb gminy Dydnia
Herb gminy Dydnia – jeden z symboli gminy Dydnia.

## Wygląd i symbolika
Herb przedstawia na tarczy koloru czerwonego z prawa w skos srebrną linią falistą z lewej strony złote słońce, natomiast z prawej srebrną lilię heraldyczną.